# Iucunda sane
La Iucunda sane è un'enciclica di papa Pio X, datata 12 marzo 1904 e dedicata alla memoria di san Gregorio Magno e alla sua opera restauratrice, ecclesiastica e civile. 
Il pontefice colse l'occasione di questa commemorazione per dettare alcune importanti norme sulla musica liturgica: è vietata ogni modificazione ai testi delle preghiere, per adattarle al canto; pure vietato è l'uso liturgico di traduzioni in lingua volgare dei testi latini; è rigorosamente limitato l'uso degli strumenti musicali, con esclusione del pianoforte, dei tamburi, della grancassa, dei campanelli; sono ugualmente esclusi i pezzi sinfonici che precedano o interrompano il canto. La severità di tali norme fu alquanto mitigata in séguito.